# Stanislav Lusk
Stanislav Lusk (Třeboň, 1931. november 12. – Prága, 1987. május 6.) olimpiai és Európa-bajnok cseh evezős.

## Pályafutása
Az 1952-es helsinki olimpián kormányos négyesben és az 1960-as római olimpián nyolcasban olimpiai bajnok lett. Az Európa.bajnokságokon két arany-, egy ezüst- és két bronzérmet szerzett.

## Sikerei, díjai
- Olimpiai játékok
  - aranyérmes: 1952, Helsinki (kormányos négyes)
- Európa-bajnokság
  - aranyérmes: 1953, 1956
  - ezüstérmes: 1959
  - bronzérmes: 1954, 1957